# Philippe Lupien
Philippe Lupien est un architecte canadien.

## Biographie
Philippe Lupien est diplômé de l’école d’architecture de l’Université Laval et en design de l’environnement de l’Université du Québec à Montréal.
En 1996, il a obtenu le prix de Rome du Conseil des Arts du Canada.
En 2002 il remporte le concours d'architecture pour le chapiteau de la Cité des arts du cirque à Montréal, premier bâtiment vert certifié LEED au Québec.
Il présente sur Télé-Québec l'émission Visite libre dédiée aux richesses architecturales et patrimoniales des maisons du Québec.
Architecte, il pratique au sein de Lupien et Matteau.